# Mythy (Vrchlický)
Mythy – dwuczęściowy cykl poematów czeskiego poety i dramaturga Jaroslava Vrchlickiego, opublikowany w 1879. Zbiór zawiera utwory o charakterze epickim. Jakkolwiek tematyka utworów jest historyczna, poeta zawarł w nich krytykę współczesnego sobie społeczeństwa. W pierwszej serii znalazły się poematy Šarka, Legenda o svatém Prokopu i Kříž Božetěchův, w serii drugiej (dedykowanej Nieśmiertelnej pamięci Adama Asnyka), między innymi utwory Israfel, Narození Sakuntaly, Smrt Aischyla, Sandalfon, Maria Aegyptiaca, Pokání Dona Juana i Mythus o víně.